# 潘多拉的盒子 (游戏)
《潘多拉的盒子》 是1999年由《俄罗斯方块》的设计者阿列克谢·帕基特诺夫为微软开发的电子游戏。

## 剧情和玩法
七种“捣蛋鬼”（包括厄里斯、阿南西等）从潘多拉的盒子中逃脱。玩家需要在全世界的不同城市中解谜，以捕获它们。每个城市中有十个谜题可选择，在完成了其中的一个谜题后，玩家可能获得一个盒子碎片。集齐四个盒子碎片后，可以挑战难度较高的“Boss”级谜题，从而捕获一种捣蛋鬼。游戏中共有350个谜题。

## 评价
本作赢得了GameSpot的年度解谜和经典游戏奖项。编辑认为它“证明了帕基特诺夫不仅仅是小游戏之王"。 它在Computer Games Strategy Plus杂志的1999年度经典游戏的评选中获得第二名。